# San Juan Pancoac
San Juan Pancoac är en ort i Mexiko.   Den ligger i kommunen Huejotzingo och delstaten Puebla, i den sydöstra delen av landet, 80 km öster om huvudstaden Mexico City. San Juan Pancoac ligger 2 380 meter över havet och antalet invånare är 1 476.
Terrängen runt San Juan Pancoac är platt åt nordost, men åt sydväst är den kuperad. Terrängen runt San Juan Pancoac sluttar österut. Runt San Juan Pancoac är det tätbefolkat, med 286 invånare per kvadratkilometer. Närmaste större samhälle är Cholula, 17,3 km sydost om San Juan Pancoac. Trakten runt San Juan Pancoac består till största delen av jordbruksmark.